# Cascade du Lançot
La cascade du Lançot est une chute d'eau située dans la commune de Consolation-Maisonnettes dans le département du Doubs.

## Description
Située au fond du Cirque de Consolation, la cascade du Lançot est une chute d'eau verticale de 47 m de hauteur qui tombe de la grotte-source du Lançot, affluent rive droite du Dessoubre. Cette grotte a été creusée par les rivières souterraines dans la falaise qui domine de plus de 350 m le fond de la vallée.
Il est à noter que cette cascade ne coule qu'en période pluvieuse même si, le reste du temps, le ruisseau du Lançot est toujours alimenté par les exsurgences du bas de la falaise et va rejoindre le Dessoubre en rive droite 1 km en aval après avoir reçu les eaux des sources du Tabourot et de la Source Noire.

## Débit
Entre décembre et mars, le débit de la rivière se situe entre 16 et 21 m3 / s, mais peut approcher les 30 m3. En été, le débit moyen est de 6,5 m3 / s et peut être nul lors des canicules. 

## Tourisme
L'accès à la cascade du Lançot est assez facile depuis le petit Séminaire de Consolation grâce à un sentier de randonnée d'un kilomètre environ qui traverse le parc de la propriété et aboutit au pied de la cascade. En outre, dans cette même reculée après une période pluvieuse, de nombreuses cascades sont à découvrir comme celles du Tabourot et la Source Noire, petits affluents rive droite du Lançot.

## Galerie

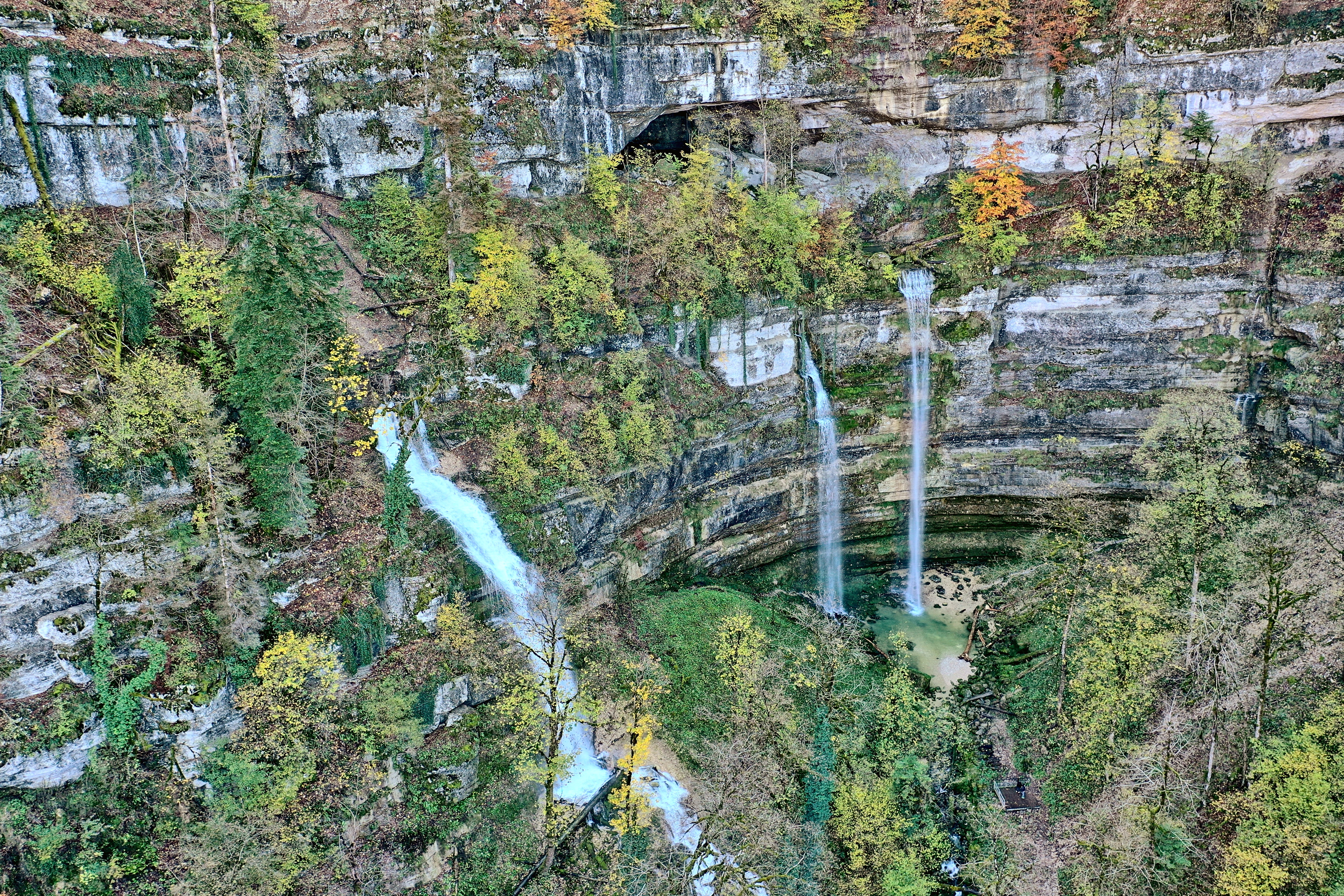
Les cascades du Lançot et la grotte-source.
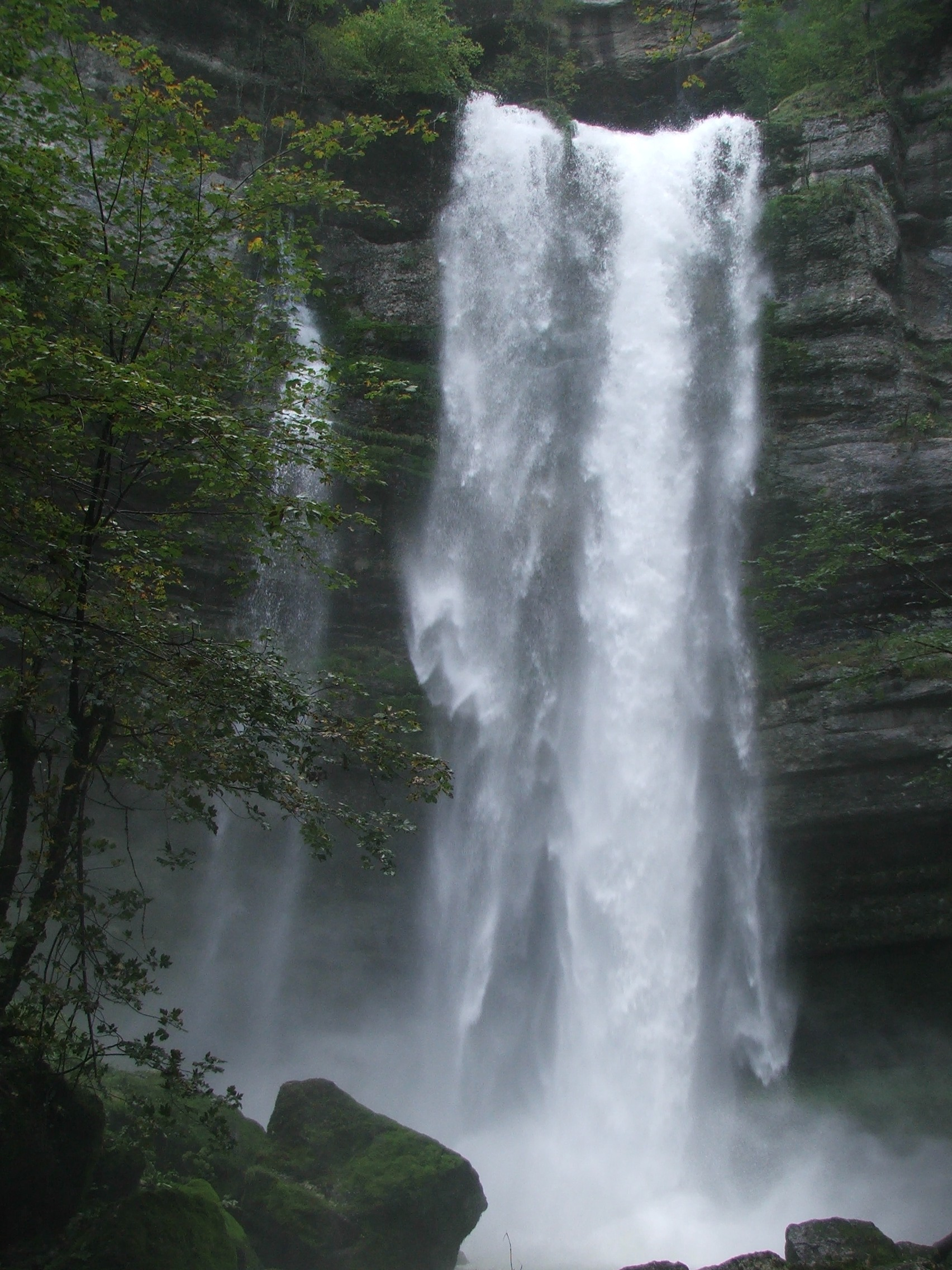
La cascade en grandes eaux.
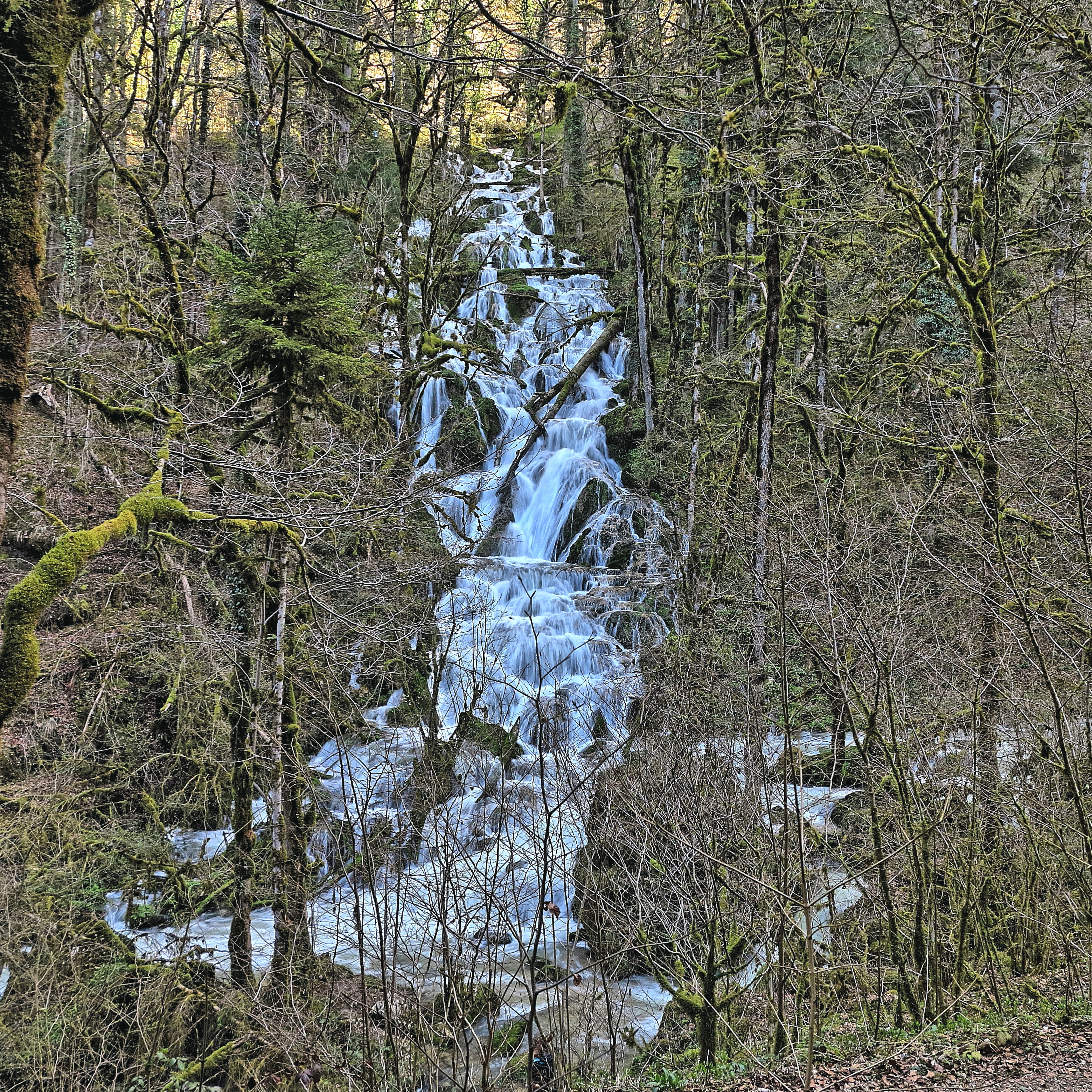
La cascade du Tabourot.
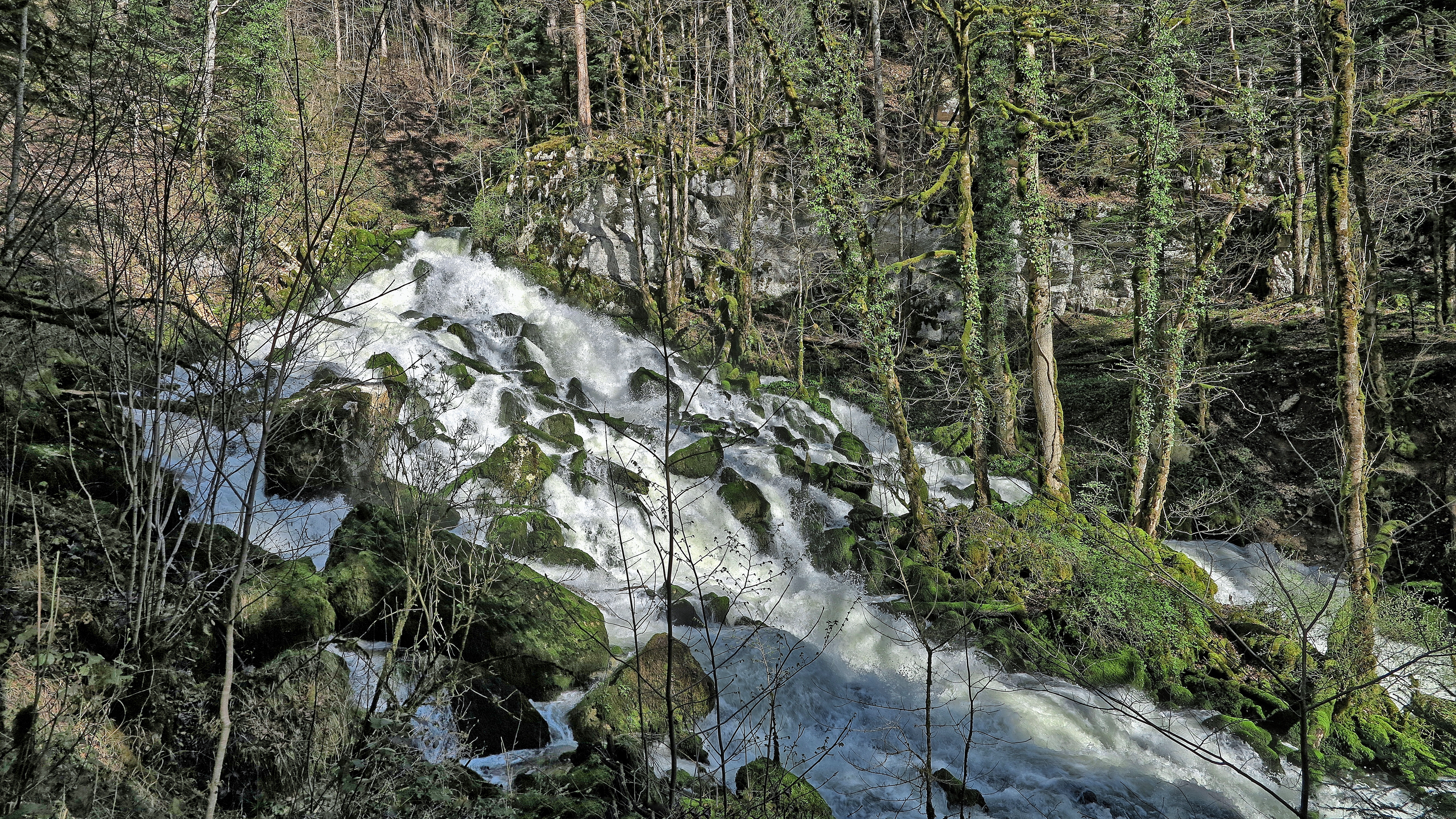
La cascade de la Source Noire.